# شيلي هاردي
شيلي هاردي هي لاعبة كرلنغ كندية، ولدت في 19 مايو 1982 في مدينة لابردور ‏ في كندا.

## وصلات خارجية
- شيلي هاردي على موقع الاتحاد الدولي للكرلنغ (الإنجليزية)